# Наднебезпечний (фільм)
«Наднебезпечний» (англ. A Most Wanted Man) — шпигунський трилер режисера Антона Корбейна, що вийшов 2014 року Фільм спільного виробництва Великої Британії, США і Німеччини. У головних ролях Філіп Сеймур Гоффман, Рейчел Макадамс. Стрічка знята на основі однойменного роману Джона Ле Карре.
Сценаристами був Ендрю Бовелл, продюсерами — Андреа Калдервуд, Саймон Корнуелл та інші. Вперше фільм продемонстрували 19 січня 2014 року на кінофестивалі Санденс у США. В Україні прем'єра фільму відбулась 11 вересня 2014 року.

## Сюжет
Ісса Карпов, мусульманин з Чечні, нелегально переїжджає до Гамбурга. А Ґюнтер Бахманн, агент німецької спецслужби, завдяки своїм підлеглим, що працюють з мусульманською спільнотою міста, та даним російської розвідки дізнається, що Ісса — небезпечний терорист. У погоню за злочинцем включаються багато спецслужб.

## У ролях
| Актор                | Персонаж                              | Роль                                 |
| -------------------- | ------------------------------------- | ------------------------------------ |
| Філіп Сеймур Гоффман | Ґюнтер Бахманн англ. Günther Bachmann | німецький агент-шпигун               |
| Рейчел Макадамс      | Аннабель Ріхтер англ. Annabel Richter | юрист, спеціаліст з питань іміграції |
| Віллем Дефо          | Томмі Брю англ. Tommy Brue            | банкір                               |
| Робін Райт           | Марта Салліван англ. Martha Sullivan  | аташе дипломатичної місії США        |
| Григорій Добригін    | Ісса Карпов англ. Issa Karpov         | біженець з Чечні                     |
| Дер'я Алабора        | Лейла англ. Leyla                     |                                      |
| Даніель Брюль        | Макс англ. Max                        |                                      |
| Ніна Госс            | Ірна Фрей англ. Irna Frey             |                                      |
| Вікі Кріпс           | Нікі англ. Niki                       |                                      |

## Сприйняття

### Критика
Фільм отримав позитивні відгуки: Rotten Tomatoes дав оцінку 91% на основі 140 відгуків від критиків (середня оцінка 7,4/10) і 71% від глядачів із середньою оцінкою 3,8/5 (23,576 голосів). Загалом на сайті фільми має позитивний рейтинг, фільму зарахований «стиглий помідор» від кінокритиків і «попкорн» від глядачів, Internet Movie Database — 7,3/10 (7 277 голосів), Metacritic — 73/100 (42 відгуки критиків) і 7,2/10 від глядачів (62 голоси). Загалом на цьому ресурсі від критиків і від глядачів фільм отримав позитивні відгуки.

### Касові збори
Під час показу в Україні, що стартував 11 вересня 2014 року, протягом першого тижня фільм показали у 49 кінотеатрах і він зібрав 33,410 $, що на той час дозволило йому зайняти 4 місце серед усіх прем'єр.
Під час допрем'єрного показу у США, що розпочався 25 липня 2014 року, протягом першого тижня фільм показали у 361 кінотеатрі і він зібрав 2 687 227 $, що на той час дозволило йому зайняти 10 місце серед усіх прем'єр. Під час прем'єрного показу, що розпочався 1 серпня 2014 року, фільм показали у 726 кінотеатрах і він зібрав 3 242 162 $ (10 місце). Показ фільму тривав 112 днів (16 тижнів) і завершився 13 листопада 2014 року, зібравши за цей час у прокаті у США 17 237 855  доларів США, а у решті світу 18 995 662 $ (за іншими даними 18 831 035 $), тобто загалом 36 233 517 $ (за іншими даними 36 068 890 $) при бюджеті 15 млн $.

### Нагороди і номінації[12]
| Рік  | Нагорода                               | Категорія                | Номінант     | Результат |
| ---- | -------------------------------------- | ------------------------ | ------------ | --------- |
| 2014 | Міжнародний единбурзький кінофестиваль | Приз глядацьких симпатій | Антон Корбін | Номінація |

### Виноски
1. 1 2  A Most Wanted Man: Release Info (англ.). Internet Movie Database. Архів оригіналу за 4 листопада 2014. Процитовано 21 вересня 2014.
2. 1 2  Наднебезпечний. Kino-teatr.ua. Архів оригіналу за 22 вересня 2014. Процитовано 21 вересня 2014.
3. 1 2  A MOST WANTED MAN. Movie Insider. Архів оригіналу за 29 травня 2016. Процитовано 6 травня 2017.
4. 1 2 3  A Most Wanted Man (англ.). Box Office Mojo. Архів оригіналу за 18 травня 2017. Процитовано 6 травня 2017.
5. 1 2 3  A Most Wanted Man (англ.). The Numbers. Архів оригіналу за 26 квітня 2017. Процитовано 6 травня 2017.
6. 1 2  A Most Wanted Man (англ.). Internet Movie Database. Архів оригіналу за 13 вересня 2014. Процитовано 21 вересня 2014.
7. ↑  A Most Wanted Man (англ.). AllMovie. Архів оригіналу за 23 лютого 2015. Процитовано 21 вересня 2014.
8. 1 2 3  A Most Wanted Man: Full Cast & Crew (англ.). Internet Movie Database. Архів оригіналу за 7 вересня 2014. Процитовано 21 вересня 2014.
9. ↑  A Most Wanted Man (англ.). Rotten Tomatoes. Архів оригіналу за 29 вересня 2014. Процитовано 21 вересня 2014.
10. ↑  A Most Wanted Man (англ.). Metacritic. Архів оригіналу за 16 серпня 2014. Процитовано 21 вересня 2014.
11. ↑  A Most Wanted Man — Ukraine Weekend Box Office (англ.). Box Office Mojo. Процитовано 21 вересня 2014.
12. ↑  A Most Wanted Man: Awards (англ.). Internet Movie Database. Архів оригіналу за 25 жовтня 2014. Процитовано 21 вересня 2014.